# Anacroneuria aroucana
Anacroneuria aroucana és una espècie d'insecte plecòpter pertanyent a la família dels pèrlids.

## Descripció
Les ales anteriors del mascle fan, si més no, 19,5 mm de llargària i les de la femella al voltant de 27.

## Hàbitat
En el seu estadi immadur és aquàtic i viu a l'aigua dolça, mentre que com a adult és terrestre i volador.

## Distribució geogràfica
Es troba a Sud-amèrica: Veneçuela i l'illa de Trinitat.